# Phillipp Steinhart
Phillipp Steinhart (* 7. Juli 1992 in Dachau) ist ein deutscher Fußballspieler. Er steht zurzeit beim FC 08 Homburg unter Vertrag.

## Karriere

### Jugendbereich
Steinhart begann beim TSV Gernlinden mit dem Fußballspielen und war später beim SC Fürstenfeldbruck aktiv. Als er dort in der U12 spielte, nahm er erfolgreich an einem Probetraining beim TSV 1860 München teil und trat ab 2004 für die Münchner Löwen an. Ein Angebot des Lokalrivalen FC Bayern München schlug er aus, er habe sich „an der Grünwalder Straße wohler gefühlt.“ Ab der U13 durchlief er nun das Nachwuchsleistungszentrum des TSV 1860 München.
Am 29. Mai 2008 absolvierte er sein erstes Länderspiel für die Auswahl des DFB. Er spielte für die U16-Nationalmannschaft gegen die Auswahl Frankreichs. Am 23. September und 14. Oktober kam er für die U17-Nationalmannschaft zum Einsatz.
Im Sommer 2009 rückte er in die U19-Nachwuchsmannschaft der Löwen auf, die in der A-Junioren-Bundesliga spielte. In der Saison 2009/10 bestritt er 25 Ligaspiele und erzielte ein Tor. Im Sommer 2010 spielte er in einem Testspiel erstmals für die Profimannschaft; im Frühjahr 2011 kamen zwei weitere Einsätze hinzu. In der Saison 2010/11 absolvierte er 21 Spiele für die U19 der Sechzger und erzielte zwei Tore. In den beiden Halbfinalspielen um die deutsche A-Juniorenmeisterschaft, für die sich die Mannschaft durch den zweiten Platz in der Liga qualifiziert hatte und in denen sich die U19 des 1. FC Kaiserslautern durchsetzte, musste er verletzungsbedingt passen.

### Seniorenbereich
Zur Vorbereitung auf die Saison 2011/12 wurde er von Trainer Reiner Maurer zusammen mit sieben weiteren A-Jugendlichen in den Förderkader für Jungprofis berufen. Er kam vor Saisonbeginn in vier Testspielen der Profis zum Einsatz, zwei weitere Einsätze folgten bis zum Herbst. Für ein Zweitligaspiel wurde er aber vorerst nicht nominiert. Im August nahm er zusammen mit seinem Vereinsspieler Daniel Hofstetter an einem Lehrgang der U20-Nationalmannschaft teil. Im Verein spielte er fortan regelmäßig in der Regionalliga Süd für die U23-Nachwuchsmannschaft des TSV 1860 München, bis zum Winter wurde er dort 19 Mal eingesetzt. In der Vorbereitung auf die Rückrunde bestritt er drei Testspiele für die erste Mannschaft. Am 24. Februar 2012 stand er schließlich erstmals bei einem Zweitligaspiel im Aufgebot der Münchner Löwen. Er kam im Spiel in Berlin aber nicht zum Einsatz. Nachdem er einen Monat später beim Spiel in Dresden zum zweiten Mal dem 18er-Kader angehört hatte, aber erneut nicht eingesetzt worden war, gab er am 31. März sein Debüt in der 2. Bundesliga, als er im Spiel der Sechzger gegen Hansa Rostock (0:1) eingewechselt wurde. Im April unterschrieb er bei den Löwen einen bis 2014 gültigen Profivertrag mit der Option auf ein weiteres Jahr.
In der Folgesaison gehörte er bei keinem Zweitligaspiel dem 18er-Kader an. Für die zweite Mannschaft, die mittlerweile als U21 in der Regionalliga Bayern antrat, absolvierte er in der Saison 2012/13 34 Ligaspiele. Nachdem die Mannschaft am Ende den Meistertitel der neuen Liga gewonnen hatte, spielte Steinhart auch in den beiden Aufstiegsspielen gegen die SV Elversberg, in denen sich die Saarländer – nach Hin- und Rückspiel – mit 4:3 gegen die kleinen Löwen durchsetzten.
Zur Saison 2014/15 wechselte er zum Lokalrivalen FC Bayern München, für deren zweite Mannschaft er am 11. Juli 2014 (1. Spieltag) bei der 1:2-Niederlage im Heimspiel gegen die Würzburger Kickers debütierte. Im Heimspiel gegen Bayer 04 Leverkusen am 29. August 2015 stand er erstmals im Bundesliga-Kader des FC Bayern, wurde jedoch nicht eingesetzt.
Zur Saison 2016/17 wechselte Steinhart in die 3. Liga zu den Sportfreunden Lotte, bei denen er einen bis zum 30. Juni 2017 laufenden Vertrag unterzeichnete.
Mit Auslaufen seines Vertrages blieb Steinhart zunächst vereinslos, bis er sich Mitte August erneut dem mittlerweile in der Regionalliga Bayern spielenden TSV 1860 München anschloss. Hier war er von Beginn an als Stammspieler gesetzt und konnte zum Ende der Saison mit den Löwen aufsteigen, nachdem sie Erster der Liga wurden und sich in der Relegation gegen den 1. FC Saarbrücken durchsetzen konnten. In der ersten Saison in der 3. Liga erreichte er mit seinem Team lediglich den zwölften Platz. In den folgenden drei Saisons spielten die Sechzger zwar immer um den Aufstieg mit, erreichte jedoch nie einen Aufstiegsplatz. Dabei konnte jedoch im Jahr 2020 der Bayerische Toto-Pokal gewonnen werden. In der Saison 2022/23 erreichte er mit seinem Team den achten Platz. Steinhart blieb über die fünf Jahre in der 3. Liga stets Stammspieler auf der Position des linken Verteidigers. Im Sommer 2024 verließ er 1860 und wechselte zum FC 08 Homburg.

## Erfolge
TSV 1860 München
- Meister Regionalliga Bayern 2018 und Aufstieg in die 3. Liga
- Bayerischer Toto-Pokalsieger 2020